# Romain Kourkouas
Romain Kourkouas (en grec : Ῥωμανός Κουρκούας) est un aristocrate byzantin et un important chef militaire au milieu du Xe siècle.

## Biographie
Romain est un membre de la famille Kourkouas d'origine arménienne qui est devenue l'une des principales familles de l'aristocratie militaire d'Anatolie au début du Xe siècle,.
Il est le fils et, avec une fille du nom d'Euphrosyne, le seul enfant du grand général Jean Kourkouas qui détient le poste de domestique des Scholes (commandant en chef de l'armée byzantine) pendant 22 ans et dirige les troupes byzantines contre les émirats frontaliers musulmans entre 926 et 944. Alors qu'il est enfant, Romain Kourkouas aurait été sauvé d'une forte fièvre par l'intervention de la Vierge Marie dans l'église de Pege. De ce fait, il sert dans l'église comme depotatos (un jeune assistant) jusqu'à l'âge adulte.
Comme la plupart des membres masculins de sa famille, Romain poursuit une carrière militaire dont on connaît peu de choses. Les historiens byzantins Théophane continué et Jean Skylitzès mentionnent simplement qu'il détient un commandement en Orient contre les Musulmans, conquiert de nombreuses forteresses, est nommé patrice et gouverne plusieurs thèmes. Sur la base de preuves sigillographiques, il aurait probablement servi comme gouverneur (stratège) du thème de Mésopotamie, un poste qui a aussi été détenu par son oncle Théophile Kourkouas et son neveu Jean Ier Tzimiskès.
Au moment de la mort de l'empereur Romain II en 963, il est déjà magistros et stratélate d'Orient. La mort de l'empereur entraîne un vide du pouvoir dans lequel le domestique des Scholes Nicéphore Phocas entre en conflit avec le puissant Joseph Bringas pour la gouvernance de l'empire. Bringas tente de gagner le soutien de Romain et Tzimiskès contre Nicéphore Phocas, en leur promettant respectivement les postes de domestiques de l'Ouest et de l'Est (commandant des armées impériales d'Occident et d'Orient). Toutefois, au lieu de s'opposer à Phocas, les deux informent Phocas de l'offre qu'ils ont reçu et dirigent leurs troupes pour le proclamer empereur,. En récompense, Phocas nomme Romain au poste promis par Bringas, ce dont un sceau datant du règne Nicéphore témoigne en indiquant « Romain, magistros et domestique des Scholes »,.
Romain a un fils connu, dont le nom est Jean et qui devient aussi un général important avant de mourir lors du siège de Dorystolon en 971 contre les Rus',.